# Auronce
Die Auronce ist ein Fluss in Frankreich, der im Département Pyrénées-Atlantiques in der Region Nouvelle-Aquitaine verläuft. Sie entspringt im Gemeindegebiet von Lasseube, entwässert generell in Richtung Nordwest bis West und mündet nach rund 22 Kilometern im Gemeindegebiet von Saucède als rechter Nebenfluss  mit einer kleinen Kaskade in den Gave d’Oloron.

## Orte am Fluss
(Reihenfolge in Fließrichtung)
- Estialescq
- Bellevue, Gemeinde Ledeuix
- Saucède